# Sonic Temple
Sonic Temple è il quarto album del gruppo musicale The Cult, pubblicato nel 1989 dall'etichetta discografica Beggars Banquet.

## Tracce
Tutti i brani sono stati composti da Ian Astbury e Billy Duffy.
1. Sun King – 6:09
2. Fire Woman – 5:11
3. American Horse – 5:19
4. Edie (Ciao Baby) – 4:46
5. Sweet Soul Sister – 5:08
6. Soul Asylum – 7:26
7. New York City – 4:41
8. Automatic Blues – 3:51
9. Soldier Blue – 4:36
10. Wake Up Time for Freedom – 5:17
11. Medicine Train – 4:42 (Su CD e, in alcuni paesi, cassette)
12. The River (Solo in Russia e in Est Europa)
13. Lay Down your Gun (Seconda versione) (Solo in Russia ed Est Europa)

- Esiste una versione[non chiaro] con una differente lista tracce:

1. "Sun King"
2. "Fire Woman"
3. "American Horse"
4. "Edie (Ciao Baby)"
5. "Sweet Soul Sister"
6. "NYC"
7. "Automatic Blues"
8. "Soldier Blue"
9. "Wake Up Time for Freedom"
10. "Medicine Train"
11. "Electric Ocean"
12. "King Contrary Man"
13. "Born to Be Wild"
14. "Outlaw"

## Formazione
- Ian Astbury – voce, percussioni
- Billy Duffy – chitarra
- Jamie Stewart – basso, tastiere
- Mickey Curry – batteria

### Collaborazioni
- Iggy Pop – cori su New York City
- John Webster – tastiere
- Bob Buckley – arrangiamenti di fiati su Edie (Ciao Baby)
- Ideato e mixato da Mike Fraser

## Classifiche
| Classifica (1989) | Posizione massima |
| ----------------- | ----------------- |
| Australia         | 13                |
| Canada            | 2                 |
| Finlandia         | 5                 |
| Germania          | 39                |
| Italia            | 13                |
| Nuova Zelanda     | 6                 |
| Paesi Bassi       | 23                |
| Regno Unito       | 3                 |
| Stati Uniti       | 10                |
| Svezia            | 13                |
| Svizzera          | 19                |